# Scalextric del Postiguet
Es coneix popularment amb el nom de scalextric del Postiguet o encreuament de la Goteta a un enllaç viari a diferent nivell de la ciutat valenciana d'Alacant. Forma part de la carretera nacional N-332 i se situa enfront de l'extrem est de la platja del Postiguet, del qual rep el seu nom. Enllaça diversos carrers i avingudes importants del centre de la ciutat mitjançant un pas elevat. Aquest pas elevat es perllonga cap al conegut com a pas de la Goteta, que en un dels seus punts arriba a tindre fins a tres nivells.

## Descripció
Al llarg de l'enllaç es poden diferenciar dos nucs principals: el sud (scalextric del Postiguet), que connecta el carrer de Jovellanos amb l'avinguda de la Vila Joiosa i l'avinguda de Dénia; i el nord (el pas de la Goteta), en el qual una gran rotonda elevada connecta l'avinguda de Dénia amb altres carrers del centre de la ciutat i amb els accessos al centre comercial Plaza Mar 2. El tram en sentit nord que connecta el carrer de Jovellanos amb l'avinguda de Dénia es realitza mitjançant un pas elevat, que passa per damunt del tram que connecta el carrer Jovellanos amb l'avinguda de la Vila Joiosa. Més endavant, per damunt de la rotonda del nuc nord passa, a més, la via de la línia 2 del TRAM Metropolità d'Alacant. En aquest punt, es troba l'escultura urbana coneguda com a Seccions des Aurées. El conjunt de vies delimita quatre barris de la ciutat: Eixample Diputació, Raval Roig-Mare de Déu del Socors i el Pla del Bon Repòs, a l'oest; i les zones de Sangueta i La Goteta, pertanyents al barri de Bonavista de la Creu, a l'est.

## Construcció
Les obres es van iniciar en 1969 pel Ministeri d'Obres Públiques sota el nom de «Enllaç a diferent nivell de la C. N. 332 i l'accés a la platja de la Albufereta (A-190), C. N. 332, d'Almeria a València per Cartagena i Gata, punt quilomètric 81,2». Amb un cost de 25 milions de pessetes, va ser inaugurat en 1971.

## Galeria d'imatges

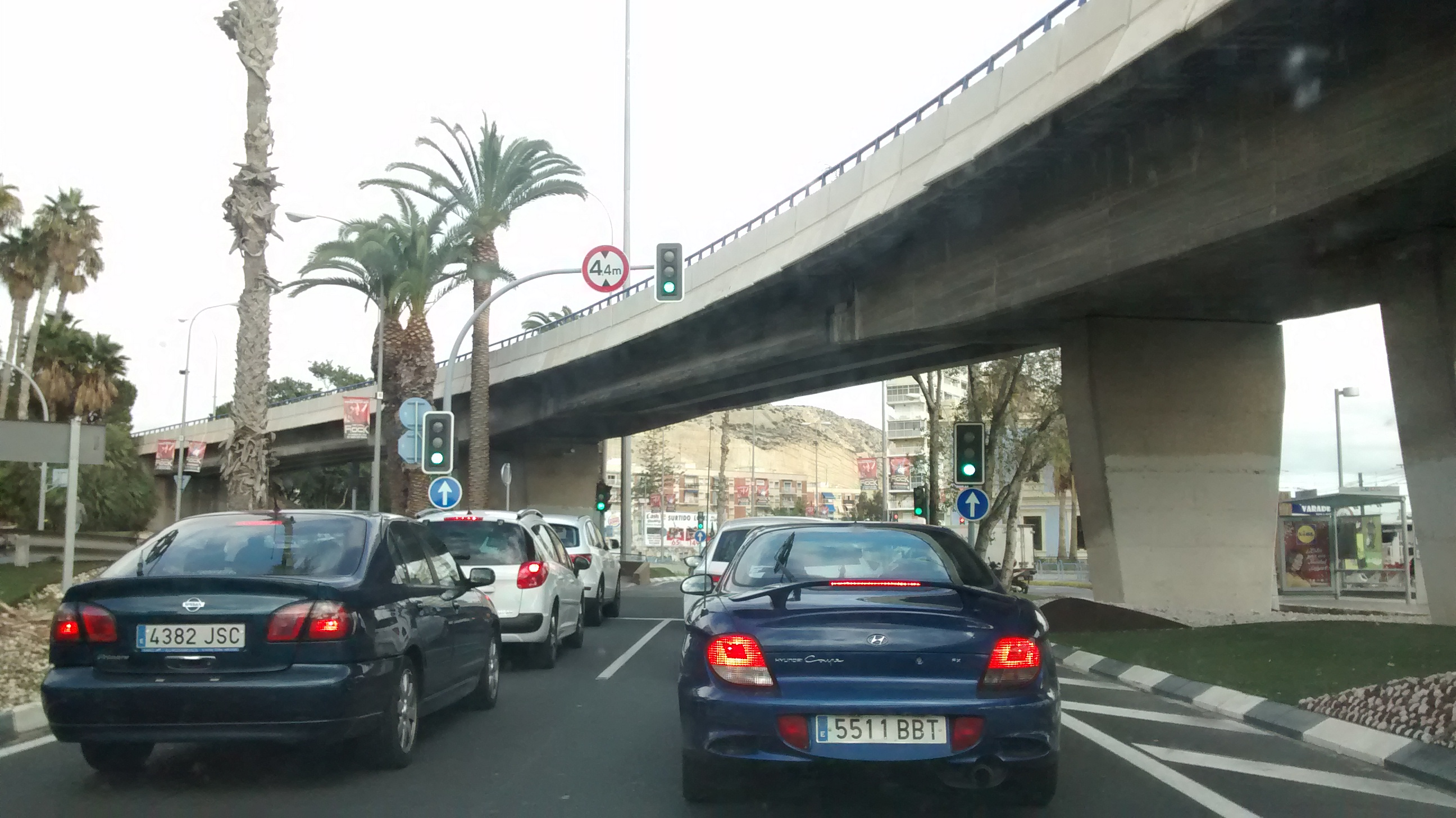
Scalextric del Postiguet. Accés a l'avinguda de la Vila Joiosa.
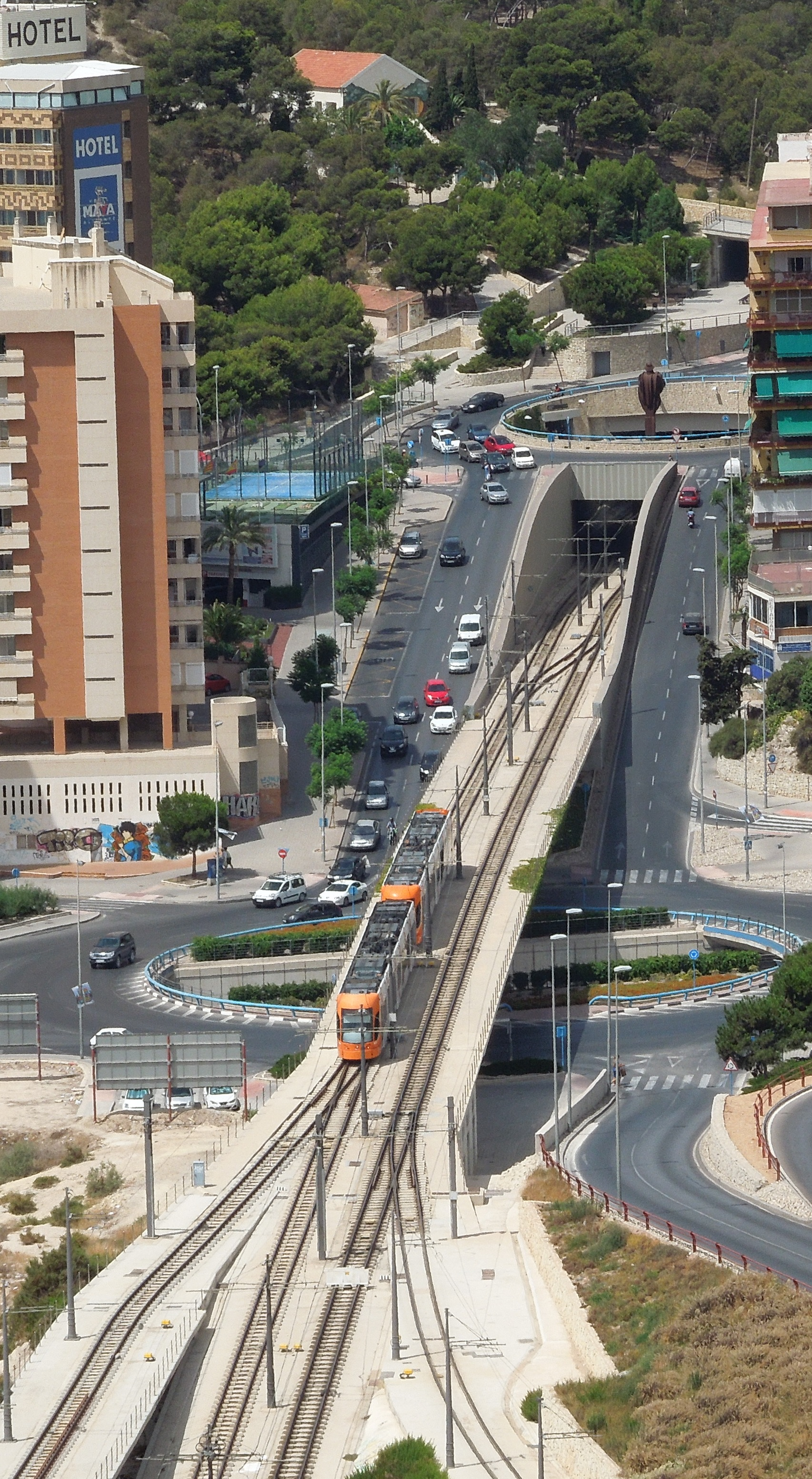
Pas de la Goteta. Rotonda elevada i línia 2 del TRAM.
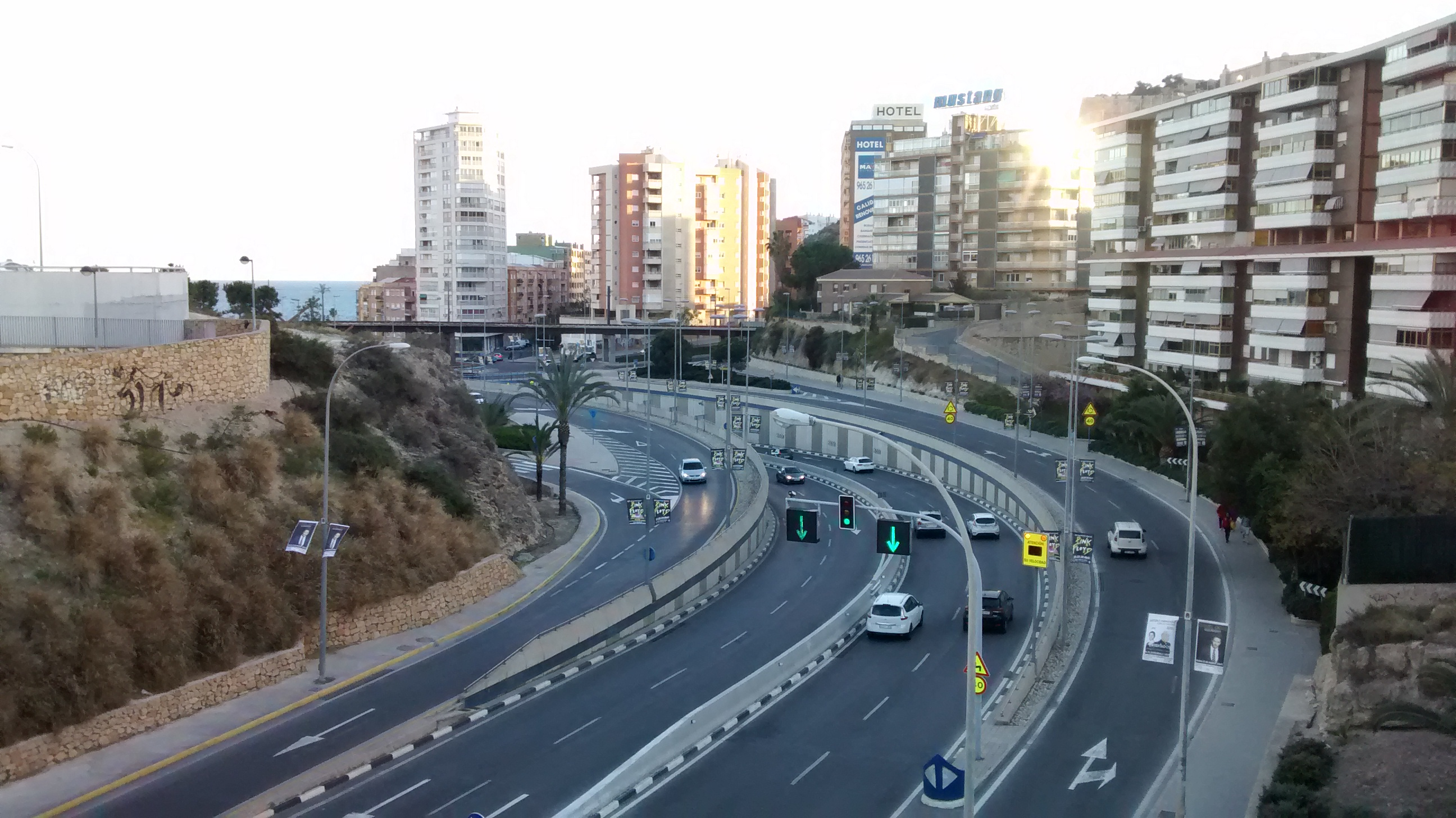
Pas de la Goteta. Avinguda de Dénia.